# 約西皮夫卡 (茲博里夫市鎮)
49°36′21″N 25°5′6″E / 49.60583°N 25.08500°E
約西皮夫卡（烏克蘭語：Йосипівка），是烏克蘭的村落，位於該國西部捷爾諾波爾州，由捷尔诺波尔区負責管轄，始建於1450年，面積0.97平方公里，2001年人口117，人口密度每平方公里120.3人。